# Ivar Aasen
Ivar Andreas Aasen (uttalas Åsen), född 5 augusti 1813, död 23 september 1896, var en norsk språkforskare, skapare av nynorskan. 

## Biografi
Ivar Aasen föddes på gården Aasen i Sunnmøre 5 augusti 1813. Först vid 18 års ålder, då han blev skollärare i hemsocknen, fick han tillfälle att stilla sin kunskapstörst. Efter undervisning av prästen H.C. Thoresen (Magdalene Thoresens man) samt studier på egen hand i botanik och moderna språk beslöt han att undersöka och behandla sin hembygds dialekt. Understöd från Videnskabsselskabet i Trondheim 1842-1847 satte honom i stånd att under resor genom nästan hela Norge insamla språkmaterial från skilda trakter. Sedan slog han sig ned i Kristiania (Oslo) för att bearbeta sina samlingar. 
Hans viktigaste verk är: 
- Det norske folkesprogs grammatik (1848; omarb. med titeln Norsk grammatik, 1864),
- Ordbog over det norske folkesprog (1850; omarb. och förökad upplaga med titeln Norsk ordbog med dansk forklaring, 1871-73),
- Pröver af landsmaalet i Norge (1853),
- Norske ordsprog (1856),
- Norske plantenavne (1860) och
- Norsk navnebog (1878).

Aasens syfte var inte enbart språkligt, utan förnämligast patriotiskt: han ville på grundval av dialekterna skapa ett allmänt norskt skriftspråk, som bättre än det gängse dansk-norska lät nationaliteten komma till sin rätt och stod folkets språk närmare. Det av Aasen skapade landsmålet vilar väsentligen på västländska dialekter, vilkas ålderdomligare former särskilt gynnats. På detta språk skrev Aasen stämningsfulla och humoristiska småvisor och dikter, en samling Symra ("sippor", 1863), kännetecknade av en folklig koncis och på samma gång musikalisk form, samt det populära sångspelet Ervingen (1855). Som forskare var Aasen outtröttlig och omsorgsfull, oegennyttig och anspråkslös - han vägrade av blygsamhet att mottaga en professur i norskt folkspråk, och hans språkliga arbeten har varit grundläggande för kännedomen om de norska dialekterna. 
Sedan 1851 åtnjöt Aasen årligt anslag (först 1 200, slutligen 3 000 kr.) av Stortinget. Han dog i Oslo 23 september 1896.
År 1871 tilldelades han Litteris et Artibus.